# Asmus Petersen (Agrarwissenschaftler)

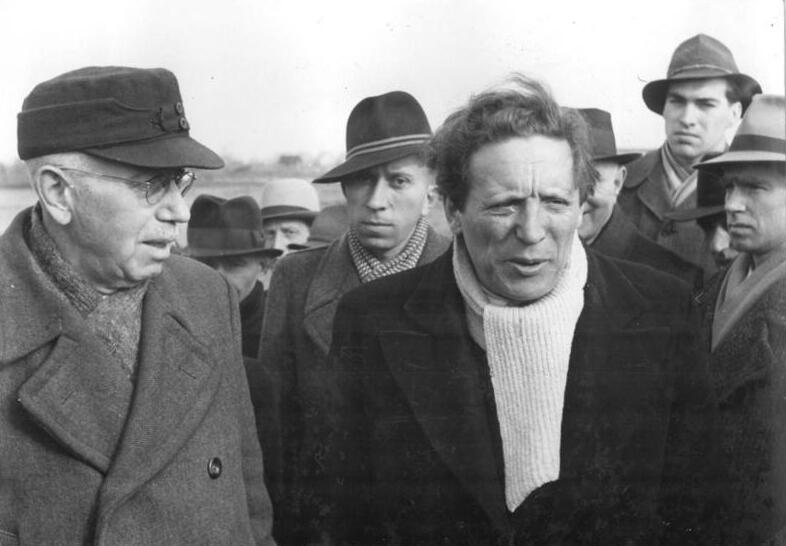
Asmus Petersen, 1951 (Mitte vorn)

Asmus Petersen (* 6. Dezember 1900 in Hof Kemphy; † 4. Januar 1962 in Paulinenaue) war ein ideenreicher deutscher Agrarwissenschaftler auf den Fachgebieten der landwirtschaftlichen Taxationslehre, der Thünen-Forschung, der Geschichte der Agrarwissenschaften und der Grünlandlehre.

## Lebensweg
Asmus Petersen, Sohn eines Landwirts, studierte seit 1922 an der Landwirtschaftlichen Hochschule Berlin und promovierte dort 1928 mit einer Dissertation über die Taxation von Wiesenländereien. Von 1928 bis 1931 war er Assistent bei dem Agrarökonom Friedrich Aereboe. 1930 habilitierte er sich an der Landwirtschaftlichen Hochschule Berlin mit einer Schrift über die Taxation von Ackerländereien und erwarb die Lehrberechtigung für das Fachgebiet landwirtschaftliche Betriebslehre. Anschließend wirkte er als Privatdozent an dieser Hochschule. Sein Forschungsschwerpunkt blieb zunächst die Taxationslehre. 1935 übernahm er den Lehrstuhl für landwirtschaftliche Betriebslehre an der Universität Jena.
1943 folgte Petersen dem Ruf als Ordinarius für landwirtschaftliche Betriebslehre an die neu entstehende Landwirtschaftliche Fakultät der Universität Rostock. 1946 wurde er Mitglied der SED. Von 1947 bis 1952 hat er als Dekan den Aufbau der landwirtschaftlichen Fakultät zu einer anerkannten Lehr- und Forschungsstätte maßgebend mitgestaltet. 1957 wurde er Direktor des neu gegründeten Instituts für Grünland- und Moorforschung Paulinenaue der Deutschen Akademie der Landwirtschaftswissenschaften zu Berlin. Seit 1960 war er gleichzeitig Professor mit Lehrstuhl an der Humboldt-Universität Berlin und Leiter der Forschungsgemeinschaft Grünland des Forschungsrates der DDR und seit 1949 ordentliches Mitglied der Deutschen Akademie der Wissenschaften zu Berlin.

## Forschungsleistungen
Petersen hat die landwirtschaftliche Taxationslehre als Teilgebiet der Wissenschaft von der Ökonomik landwirtschaftlicher Betriebe entscheidend weiterentwickelt. Bereits in seiner Dissertation und in seiner Habilitationsschrift ging er neue Wege. Er versuchte naturwissenschaftliche Erkenntnisse mit betriebswirtschaftlichen Gegebenheiten zu verbinden und die dabei erzielten Ergebnisse der landwirtschaftlichen Praxis zugänglich zu machen. Mit Fragen der monetären Bewertung landwirtschaftlicher Nutzflächen hat er sich auch in seinen späteren Lebensdekaden beschäftigt.
Mit seiner akademischen Antrittsrede an der Universität Jena zu Beginn des Wintersemesters 1935/36 Die fundamentale Standortslehre Johann Heinrich von Thünens, wie sie bisher als Intensitätslehre mißverstanden wurde und was sie wirklich besagt betrat er ein neues Lehr- und Forschungsgebiet. Nach seinen Vorstellungen sollte die Betriebslehre nicht nur eine "Nutzungslehre", sondern auch eine "Gestaltungslehre" im deutschen Landbau sein. 1944 veröffentlichte er sein Werk Thünens isolierter Staat. Die Landwirtschaft als Glied der Volkswirtschaft. Mit diesem Buch erwarb er sich nicht nur bei seinen landwirtschaftlichen Fachkollegen, sondern auch bei Wirtschaftswissenschaftlern, Soziologen und Geographen hohe Anerkennung. Als kompetenter Thünen-Forscher wurde ihm 1944 auch die Leitung des Rostocker Thünen-Archivs übertragen. Nach dem Ende des Zweiten Weltkrieges konnte er jedoch aufgrund der veränderten politischen Gegebenheiten seine groß angelegten Pläne auf dem Gebiet der Thünen-Forschung nicht mehr verwirklichen.
Große Verdienste erwarb sich Petersen auf dem Gebiet der Geschichte der Agrarwissenschaften. Es war ihm ein besonderes Anliegen, das Lebenswerk bedeutender Wissenschaftler und Praktiker des Landbaus zu würdigen und deren Leistungen für die Gegenwart wieder sichtbar zu machen. Von seinen umfangreicheren Publikationen sind hier hervorzuheben eine Abhandlung über Albrecht Daniel Thaer (1952) und über den Landwirt Albert Schultz-Lupitz (1954).
Durch seine Taxationsstudien hatte sich Petersen frühzeitig ein umfangreiches Wissen über die Pflanzenarten des Grünlandes angeeignet. Er schrieb mehrere Bücher zur Bestimmung von Gräsern, Klee und anderen Futterpflanzen. Mit den einprägsamen Abbildungen und den eindeutigen Hinweisen auf die artspezifischen morphologischen Merkmale der Pflanzen gehören diese, oft mehrfach aufgelegten Werke zu den besten Bestimmungsbüchern der Grünlandvegetationskunde.
Petersen war ein Hochschullehrer mit einer ungewöhnlichen Ausstrahlungskraft. Einen erheblichen Teil seiner Arbeitszeit widmete er den Studierenden. Insgesamt hat er 55 Promotionen betreut. Sieben seiner Schüler habilitierten sich. Die Universität Rostock verlieh ihm 1960 die Würde eines Ehrendoktors. Im selben Jahr erhielt er den Nationalpreis der DDR und den Vaterländischen Verdienstorden in Silber.

## Hauptwerke
- Untersuchungen über die Taxation von Wiesenländereien auf Grund des Pflanzenbestandes. Diss. Landw. Hochschule Berlin 1928. Im Buchhandel unter dem Titel: Die Taxation von Wiesenländereien .... Verlag Reinhold Kühn Berlin 1927.
- Untersuchungen über die Taxation von Ackerländereien auf Grund des natürlichen Pflanzenbestandes von Ackerland und Ackerrand. Hab.-Schr. Landw. Hochschule Berlin 1930. Im Buchhandel: Verlag Reinhold Kühn Berlin 1930.
- Grundlagen zu einer Reichsbonitierung der landwirtschaftlichen Kulturböden Deutschlands. Verlag Reinhold Kühn Berlin 1934.
- Klee und Kleeartige als Futterpflanzen auf Acker, Wiese und Weide. Verlag Reinhold Kühn Berlin 1935. – 2. Aufl. herausgegeben von Waltraut Petersen unter dem Titel Klee und Kleeartige als Kulturpflanzen, Wildpflanzen und Unkräuter auf Acker, Wiese und Weide. Akademie-Verlag Berlin 1967.
- Die Gräser als Kulturpflanzen und Unkräuter auf Wiese, Weide und Acker. Verlag Reinhold Kühn Berlin 1936; 2. Aufl. Akademie-Verlag Berlin 1949; 3. Aufl. ebd. 1953; 4. Aufl. ebd. 1954; 5. Aufl. überarbeitet von Waltraut Petersen und Günther Wacker ebd. 1981; 6. Aufl. ebd. 1988; 7. Aufl. ebd. 1992.
- Die fundamentale Standortslehre Johann Heinrich von Thünens, wie sie bisher als Intensitätslehre mißverstanden wurde und was sie wirklich besagt. Verlag G. Fischer Jena 1936.
- Thünens isolierter Staat. Die Landwirtschaft als Glied der Volkswirtschaft. Verlag Paul Parey Berlin 1944.
- Die Bekämpfung der Ackerunkräuter durch die Kulturmaßnahmen des jeweiligen Anbau- und Betriebssystems. Eine Weiterentwicklung der Aereboeschen Zonen der Unkrautbekämpfung nebst einem Anhang über die Ackerunkräuter als Zeigerpflanzen. Akademie-Verlag Berlin 1951.
- Die neue Rostocker Grünlandschätzung. Abhandlungen der Deutschen Akademie der Wissenschaften zu Berlin. Klasse für Gesellschaftswissenschaften Jg. 1952, Nr. 1.
- Albrecht Daniel Thaer. Eine kritische Würdigung zu seinem 200. Geburtstage. Sitzungsberichte der Deutschen Akademie der Landwirtschaftswissenschaften zu Berlin Bd. 1, H. 4, 1952.
- Schultz-Lupitz und sein Vermächtnis. Abhandlungen der Deutschen Akademie der Wissenschaften zu Berlin. Klasse Gesellschaftswissenschaften Jg. 1953, Nr. 1.
- Das kleine Gräserbuch für den praktischen Landwirt und seine Berater .... Akademie-Verlag 1961; 2. Aufl. herausgegeben von Waltraut Petersen 1965.
- Die Sauergräser. Schlüssel zu ihrer Bestimmung im blütenlosen Zustand. Herausgegeben von Waltraut Petersen. Akademie-Verlag Berlin 1973; 2. Aufl. herausgegeben von Waltraut Petersen und Günther Wacker ebd. 1989.